# Trichopteryx grisea
Trichopteryx grisea là một loài bướm đêm trong họ Geometridae.